# Open Government Initiative
Open Government Initiative ou Iniciativa de Governo Aberto é um esforço proposto pela administração do então Presidente dos Estados Unidos Barack Obama para "criar um nível imprescindível de transparência no Governo". A diretiva que iniciou essa iniciativa foi publicada em 20 de Janeiro de 2009, no primeiro dia em que Obama tomou posse.
A filosofia da iniciativa é de que um governo deve ser transparente, participativo e colaborativo. Agências em todo governo federal estão estabelecendo Páginas da Web de Governo Aberto e buscando ideias e sugestões públicas.

## Brasil
Um mês após o Brasil ter ratificado, na qualidade de membro fundador, seu ingresso na Parceria para o Governo Aberto, em 11 de setembro de 2011, a então Presidenta da República Dilma Rousseff promulgou a Lei de Acesso à Informação (LAI), que regulamenta o direito fundamental de acesso às informações produzidas ou armazenadas por órgãos e entidades públicos no país.